# And Baby Makes Three
And Baby Makes Three (bra: Três É Demais) é um filme de comédia romântica estadunidense dirigido por Henry Levin e estrelado por Robert Young e Barbara Hale. Foi lançado em 2 de dezembro de 1949, pela Columbia Pictures.

## Enredo
Jackie Walsh, recentemente divorciada de Vernon Walsh, fica sabendo que está grávida de um filho de Vernon no momento em que se prepara para se casar com outro homem, Herbert Fletcher.

## Elenco
- Robert Young ...Vernon 'Vern' Walsh
- Barbara Hale ...Jacqueline 'Jackie' Walsh
- Robert Hutton ...Herbert T. 'Herbie' Fletcher
- Janis Carter ...Wanda York
- Billie Burke ...Sra. Marvin Fletcher
- Nicholas Joy ...Marvin Fletcher
- Lloyd Corrigan ...Dr. William M. 'Uncle Bill' Parnell
- Howland Chamberlain ...Otto Stacy
- Melville Cooper ...Gibson
- Joe Sawyer ...policial de motocicleta